# Ентони Есквит
Ентони Есквит (енгл. Anthony Asquith, 9. новембар 1902 – 20. фебруар 1968) био је британски глмуац. Син је Х. Х. Есквита, иначе премијера Уједињеног Краљевства за време Првог светског рата, и Марго Есквит. Образовање стекао је на колеџима Винчестер и Белиол у Оксфорду.
Његов први успешни филм био је Пигмалион из 1938. године заснован на делу Џорџа Бернард Шоа. Био је дугогодишњи пријатељ са Теренси Ратигеном и Анатолом де Грунвалдом, и њих тројица су сарађивали на многим филмовима. Један од његових најпознатијих филмова је и филм из 1952. године, који је снимио у сарадњи са Теренсом, "Важно је звати се Ернест" засновано на делу Оскара Вајлда. Такође један од његових познатијих филмова је и "Жути Ролс-Ројс" из 1964. године.
Сматра се, бар је тада било, да је био умешан у Профумоф скандал, у коме је био познат као човек са маском. Заправо верује се да је био присутан на оргијама које су организовали Стефан Ворд, Кристин Килер и Менди Рајс-Дејвис, а где су главни актери били тадашњи министар рата Уједињеног Краљевства, Џон Профумо, и совјетски морнарички аташе, Јевгеније Иванов.
Као вечити нежења, за кога се сумњало да има хомосексуалне склоности, умро је у 65. години живота од лимфома.